# Сон Йорым
Сон Йорым — (кор. 손열음; также известна как Йол Юм Сон; род. 2 мая 1986, Вонджу, Республика Корея) — южнокорейская пианистка, лауреат XIV Конкурса имени П. И. Чайковского (2011) и XIII Конкурса пианистов имени Вана Клиберна (2009)..

## Биография
Родилась в городе Вонджу южнокорейской провинции Канвондо. Выпускница Корейского национального университета искусств. Учится в Германии в Ганноверской Высшей школе музыки и театра в классе Арье Варди..
Обрела известность в 2008 году после выступления в Сеуле с Нью-Йоркским филармоническим оркестром под управлением Лорина Маазеля. В биографии пианистки также выступления с Израильским и Чешским филармоническими оркестрами, Варшавским филармоническим оркестром, Симфоническим оркестром NHK, Токийским филармоническим оркестром, Симфоническим оркестром Баден-Бадена, Сеульским филармоническим оркестром, Симфоническим оркестром телерадиокомпании KBS и другими известными коллективами.
Помимо наград на конкурсе Вана Клиберна и Международном конкурсе им. П.И. Чайковского, в активе Сон Йорым успешные выступления на Международном конкурсе пианистов им. Артура Рубинштейна в Израиле (III премия, 2005), Международном музыкальном конкурсе им. Дж. Б. Виотти в Италии (2002) и Международном конкурсе пианистов в Эттлингене (Германия, 2000).
Дискография пианистки включает, в частности, полное собрание этюдов Шопена (2004 год, Universal Music Korea) и запись её выступления на конкурсе Вана Клиберна с фортепианной сонатой Сэмюэла Барбера и прелюдиями Дебюсси (2009 год, Harmonia Mundi USA).
Свободно говорит на корейском и английском языках.